# Kirche zur Geburt des Hl. Johannes des Täufers (Subotište)

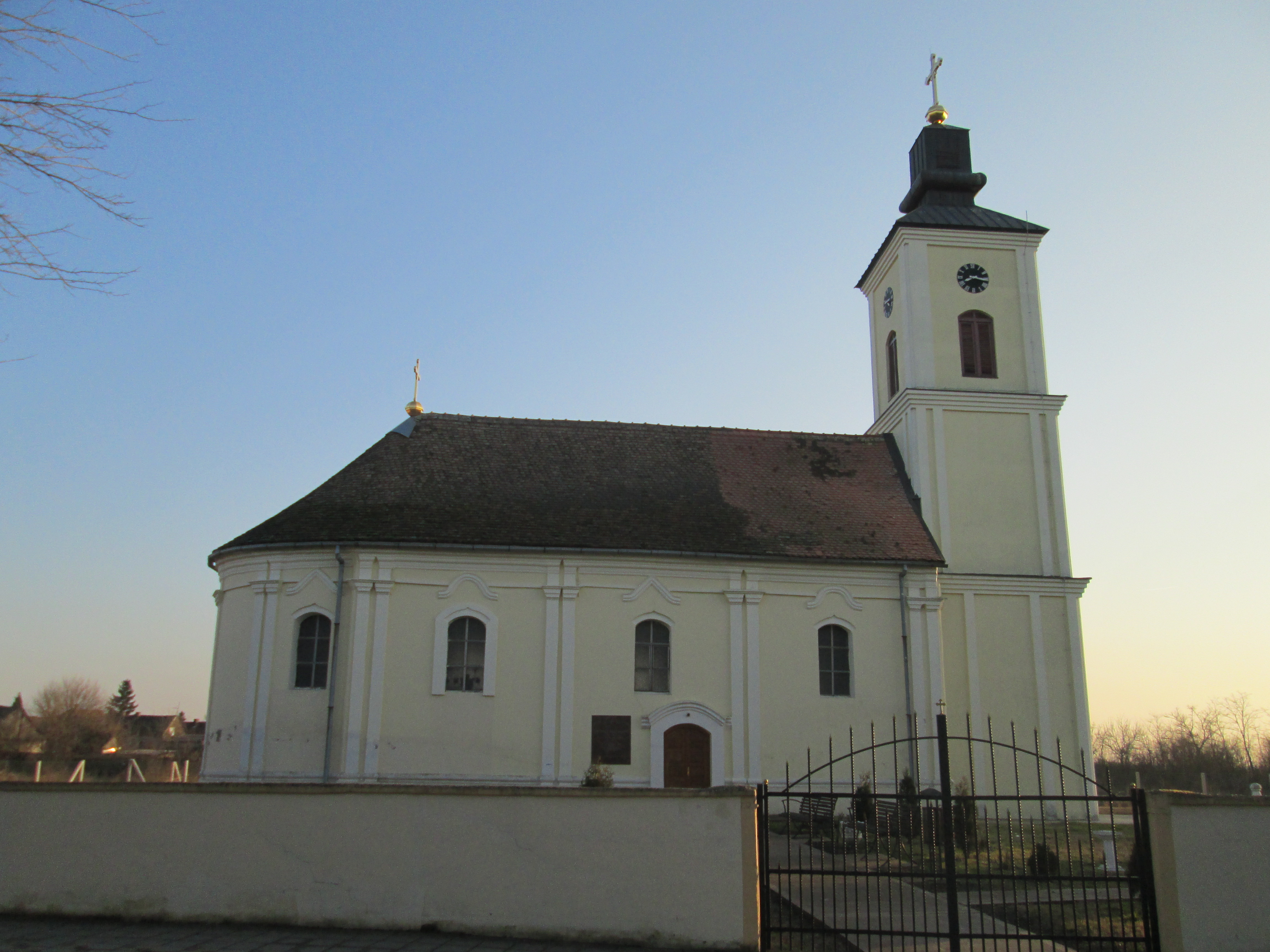
Die Kirche zur Geburt des Hl. Johannes des Täufers in Subotište

Die Kirche zur Geburt des Hl. Johannes des Täufers (serbisch: Црква рођења Светог Јована Крститеља, Crkva rođenja Svetog Jovana Krstitelja) im Dorf Subotište der Opština Pećinci, ist eine serbisch-orthodoxe Kirche im nordwestlichen Serbien.
Das von 1775 bis 1780 erbaute Kirchengebäude, ist der Geburt des Hl. Johannes des Täufers geweiht und ist die Pfarrkirche der Pfarrei Subotište im Dekanat Pećinci der Eparchie Srem der Serbisch-Orthodoxen Kirche.
Als unbewegliches Kulturgut besitzt die Kirche den Status eines Kulturdenkmals von großer Bedeutung und steht unter staatlichem Schutz.

## Lage

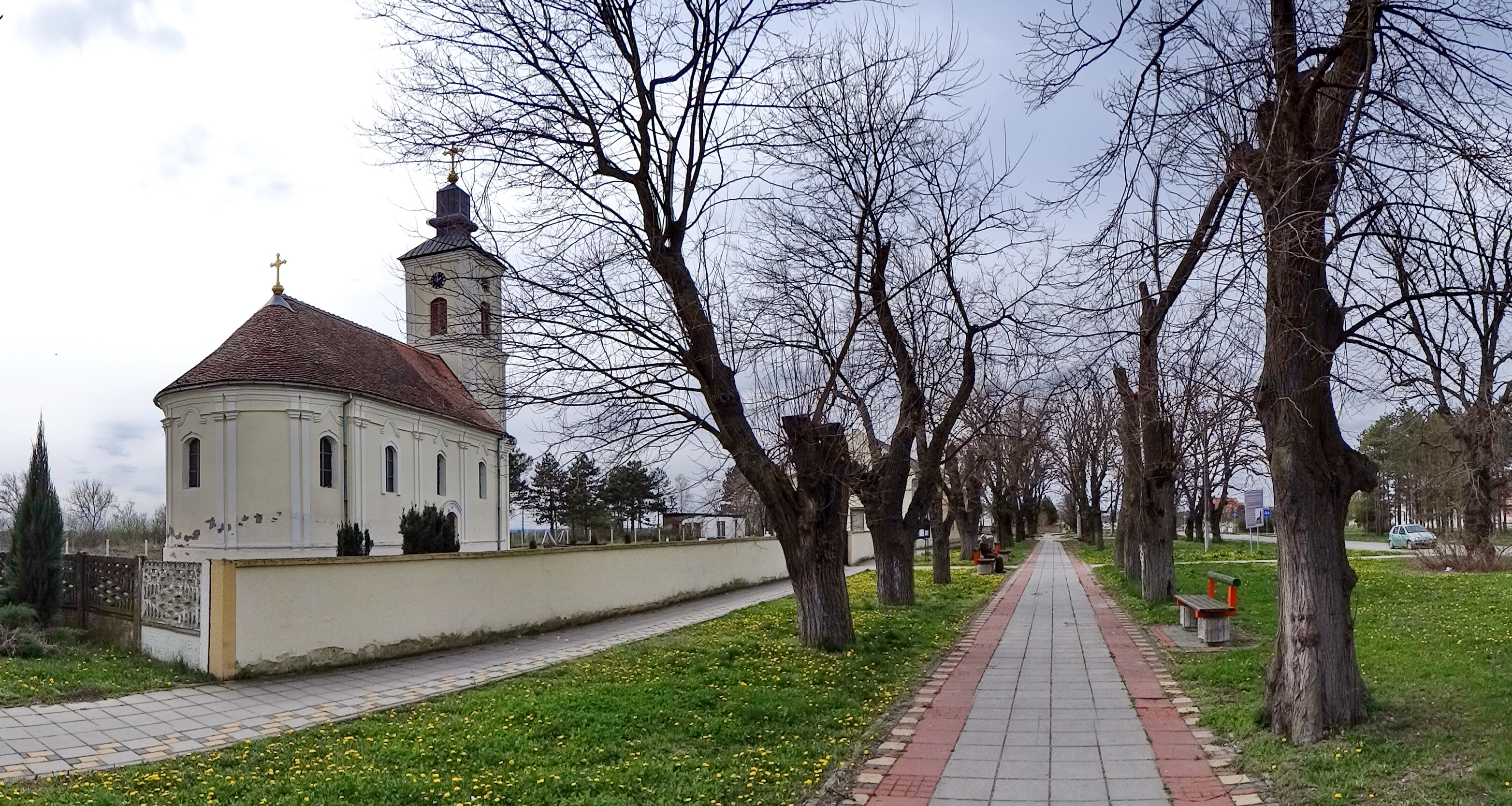
Blick auf die Kirche und eine Allee

Das Dorf Subotište liegt in der geographischen Region des Podlužje, das einen kleinen Teil der Großlandschaft des Srem, im westlichen Teil der autonomen Provinz Vojvodina, bildet. Das Dorf befindet sich südlich der Gemeindehauptstadt Pećinci.
Die Kirche steht im südlichen Teil des Dorfes an der Hauptstraße des Ortes, der Partizanska ulica. Die genaue Adresse der Kirche lautet Partizanska ulica Nr. 9.
Unweit der Kirche steht auch die Dorfgrundschule Slobodan Bajić Paja. Der Dorffriedhof befindet sich im nördlichen Dorfgebiet.
Im teilweise umzäunten großen Kirchhof befindet sich neben der Kirche und Bäumen auch eine kleine Parkanlage mit Sitzbänken. Das Pfarrhaus mitsamt Nebengebäuden steht unweit der Kirche.

## Geschichte

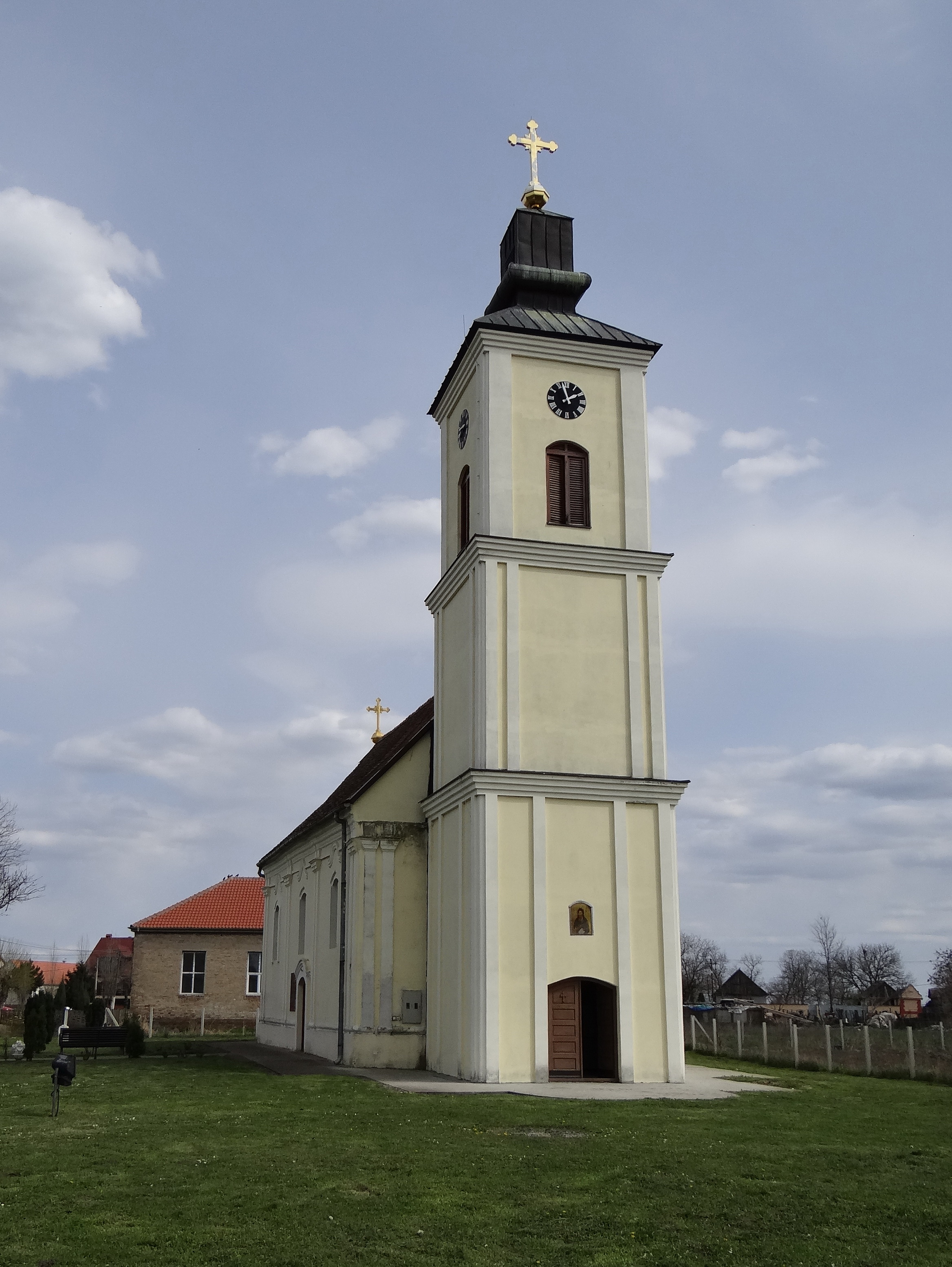
Westansicht der Kirche

Vor der heutigen Kirche standen im Dorf frühere Kirchengebäude. Die erste schriftlich erwähnte serbisch-orthodoxe Kirche im Dorf Subotište, wird im 16. Jahrhundert während der türkischen Herrschaft erwähnt, als 17 Häuser im Dorf verzeichnet sind.
Im 18. Jahrhundert wurden zwei neue Kirchen erbaut. Die erste Kirche wurde 1724 aus Weidengeflecht und Schilf errichtet. Am 4. September 1731 wurde die Kirche vom Bischof, Nikanor, feierlich eingeweiht.
Die zweite und heutige Kirche wurde in der Zweiten Hälfte des 18. Jahrhunderts, von 1775 bis 1780 aus festem Material erbaut. 1797 wurde der an die Westfassade der Kirche angebaute Kirchturm fertiggestellt. Daher wird zu Weilen auch das Jahr 1797 als Baujahr der Kirche angegeben.
Im Jahr 1893 wurde die Kirche renoviert und in der Kirche wurden zwei Kirchenkreuze vergoldet. In der Kirche befanden sich aus Russland mitgebrachte Kirchenbücher.
1945 während des Zweiten Weltkriegs wurde der hohe Kirchturm von der zurückweichenden Wehrmacht gesprengt, dabei erlitt das Gotteshaus große Schäden.
Die Kirche wurde im damaligen sozialistischen Jugoslawien notdürftig renoviert. Seit dem 26. Januar 1977 wurde die Kirche als Kulturerbe ausgewiesen.
Seit dem 30. Dezember 1991 trägt die Kirche den Titel eines Kulturdenkmals von großer Bedeutung. Im Inneren der Kirche wurden 1993 Konservierungs- und Restaurierungsarbeiten durchgeführt, wobei auch die Ikonostase gereinigt wurde.
1996 weinte das rechtes Auge der Thronikone der Allerheiligsten Gottesmutter Maria auf der Ikonostase. Der Bischof der Eparchie Srem, Vasilije,  erklärte die Ikone im Jahr 1996 für wundertätig.
In den frühen Jahren des 21. Jahrhunderts (2005) wurde mit der Rekonstruktion des Kirchturmes begonnen. Die Rekonstruktionsarbeiten am Kirchturm wurde 2009 abgeschlossen. Im Zuge der Erneuerung des Kirchturmes bekam die Kirche zwei neue große vergoldete Kirchenkreuze. Vorher diente als Glockenturm, ein etwas westlich der Kirche stehender, einfacher Metallbau. Auch wurden die Kirchenfassaden neu angestrichen.

## Architektur

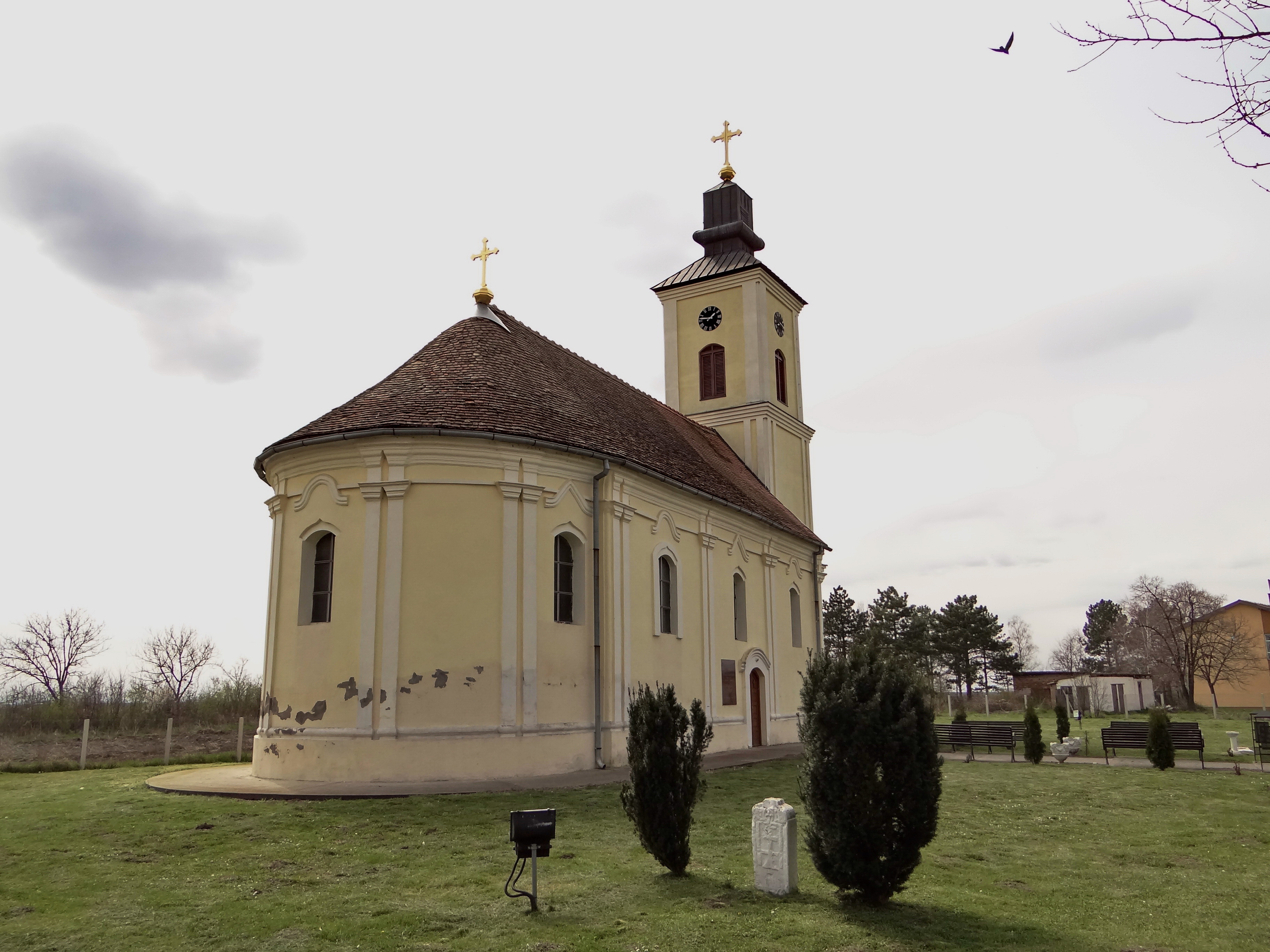
Blick von Osten auf die Kirche

### Kirchenäußeres
Das einschiffige Kirchengebäude, ist in seiner Grundkonzeption in einem rechteckigen Grundriss, aus festem Material erbaut worden, mit einer erweiternden halbrunden Altar-Apsis im Osten und einem angebauten Narthex mitsamt hohen Kirchturm, den eine mehrgeschoßige Zwiebelturmkappe krönt, im Westen. Zudem wurde im oberen Teil des Kirchturmes, in jede Himmelsrichtung, jeweils eine Uhr mit Mechanismus angebracht.
Das Gotteshaus ist im Stil des Klassizismus in einer einfachen Ausführung mit Stilelementen des Barock (Klassizistischer Barock) konzipiert und erbaut worden.
Die Fassaden werden durch einen Sockel, eine doppelte Pilasterreihe und ein vorspringendes Dachgesims gegliedert, die Apsis verfügt über drei Rundbogenfenster. An der Nordfassade befindet sich ein Eingang mit Doppeltür, deren Flügel mit floralen Motiven im Barock- und Rokokostil verziert sind.

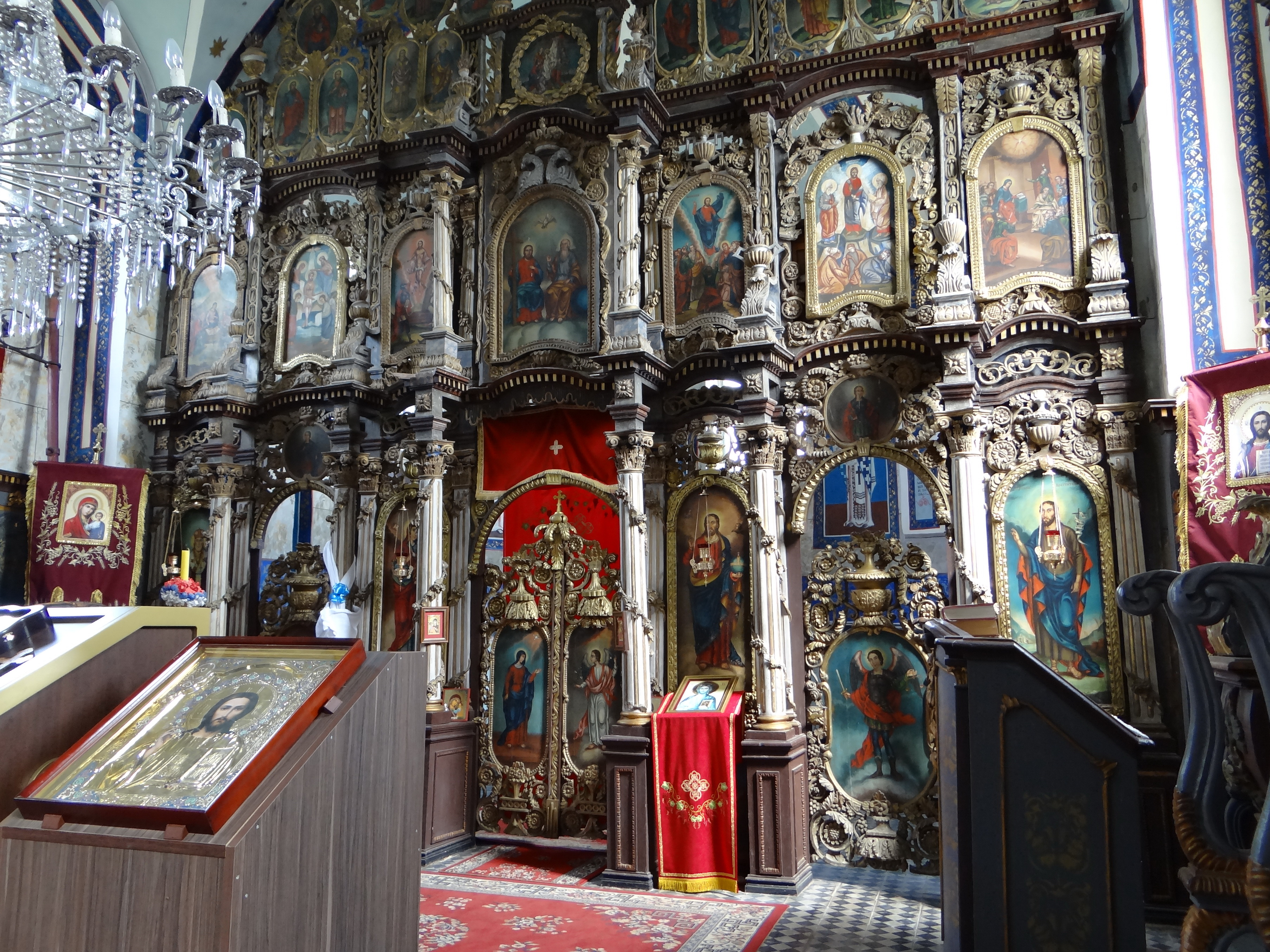
Blick auf die Ikonostase der Kirche

Der Haupteingang der Kirche befindet sich wieder an der Westfassade; auch gibt es einen Nebeneingang an der Nordseite der Kirche. Über dem Hauptkircheneingang an der Westfassade befindet sich eine Patronatsikone des Hl. Johannes des Täufers.
Die Kirche besitzt zwei Kirchenkreuze. Eines auf der Spitze des Kirchturmes und das andere am Ostende des Naos.

### Kircheninneres
Der aus der Stadt Sremska Mitrovica stammende und zur tschechischen Minderheit angehörende Holzschnitz- und Tischlermeister, Eduard Vladarš, schnitzte die prächtige mehrtürige und mehrgeschoßige (in drei horizontale Zonen unterteilte) Ikonostase. Die ganze Ikonostase und insbesondere die ersten beiden Zonen sind reich mit floralen Motiven aus Akanthus- und Eichenblättern, Rosenblüten und Rosetten verziert.
Zwischen kannelierten und mit Rosen umwickelten Säulen befinden sich die Ikonen. Die Ikonen der Ikonostase wurden 1867 vom akademischen Maler Arsenije Petrović gemalt. Auch hölzernes Chorgestühl ist an den Seitenwänden des Kircheninnenraum platziert.
Der Kircheninnenraum ist teilweise mit Wandmalereien und Fresken bemalt.